# 朱宣咸
朱宣咸（1927年4月—2002年），浙江椒江人，中國畫家，中共黨員，1940年代起，朱宣咸開始進行國畫和版畫創作。1946年後又從事木刻創作。1948年在上海因《觀察》事件被捕。隨後朱宣咸在《大公報》上與張樂平等發表支持中國共產黨統治全中國的聯合宣言並參加中國人民解放軍。1949年跟隨中國人民解放軍來到重慶。來到重慶後參與籌備重慶市美術家協會和重慶國畫院。1984年，朱宣咸調入重慶出版社工作，參與編輯重慶第一部大型中國畫冊《重慶中國畫冊》。